# L'Inconnue-Polka

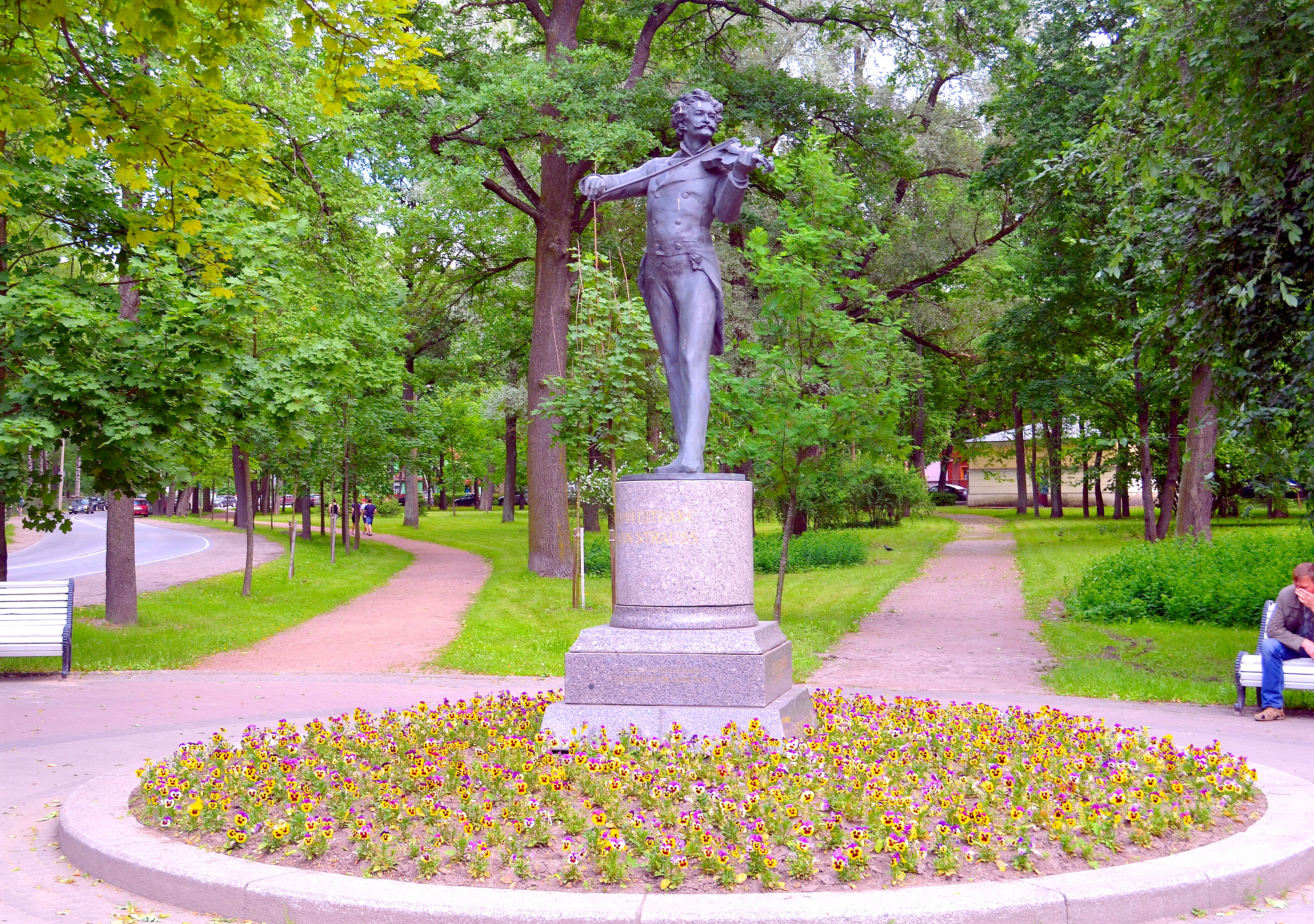
Staty i Pavlovsk av Johann Strauss den yngre.

L'Inconnue-Polka (Den okända), op. 182, är en polka-française av Johann Strauss den yngre. Den framfördes första gången den 14 augusti 1856 i Pavlovsk i Ryssland.

## Historia
För historien bakom Johann Strauss den yngres ryska konsertturné, se Grossfürstin Alexandra-Walzer.
Efter en tid i Ryssland började rykten nå Wien om Strauss kärleksäventyr, om svartsjuka män och hemliga förlovningar. Strauss diskretion angående sina kvinnliga bekanta var den att han aldrig avsåg att avslöja identiteten på den unga kvinna som odödliggjordes genom polkan L'Inconnue. Kompositionen var det andra publicerade verket som specifikt benämndes för "Polka-française" (fransk polka) - en dansform som kom från Paris till Wien där den blev populär i balsalarna från 1854. 
Strauss spelade L'Inconnie vid sin andra välgörenhetskonsert i Vauxhall Pavilion i Pavlovsk den 14 augusti 1856. Den mottogs bra och fick spelas en gång till i slutet av konserten. Samma kväll spelades även Strauss nya vals Krönungslieder och Strauss nämner båda verken i ett brev till sin förläggare Carl Haslinger den 14 september: "För övrigt har jag komponerat en polka, 'L'inconnue', och en vals, 'Krönungswalzer' [sic!]. Båda har jag haft stor succé med. På grund av att jag hade ont om tid har jag inga större förhoppningar om deras ekonomiska framtid". Det skulle visa sig att L'Inconnue blev Strauss tredje mest spelade verk under tiden i Ryssland (efter valsen Juristenball-Tänze op. 177 och Sans-souci-Polka op. 178) med inte mindre än 75 spelningar. Publiken i Wien fick höra valsen för första gången den 21 december 1856 i Volksgarten vid den första konserten Strauss gav efter hemkomsten till staden.

## Om polkan
Speltiden är ca 2 minuter och 58 sekunder plus minus några sekunder beroende på dirigentens musikaliska tolkning.